# Národní park Nachal Rubin
Národní park Nachal Rubin (hebrejsky: גן לאומי נחל רובין, Gan le'umi Nachal Rubin) je národní park v Izraeli, v Centrálním distriktu.

## Geografie
Leží v nadmořské výšce do 10 metrů v pobřežní nížině na písečných dunách lemujících břeh Středozemního moře, respektive ústí potoka Sorek. Park se nachází cca 7 kilometrů severoseverozápadně od města Javne, na severovýchodním okraji vesnice Palmachim.

## Popis parku
Národní park uchovává ekosystém písečných dun a mokřadů v okolí Soreku. Poblíž se nachází ruiny arabské vesnice Nabi Rubin, která tu stávala do roku 1948 a z níž tu přetrvala svatyně Nabi Rubin. Rovněž dolní tok Soreku se arabsky nazýval Vádí Rubin. Parkem prochází několik značených cest. V Soreku žije populace želv a kormoránů.